# Hallikar
La hallikar ou hallikaru est une race bovine indienne. Elle appartient à la sous-espèce des zébus.

## Origine
C'est une très ancienne race élevée en Inde, principalement dans les districts de Mysore, Mandhya, Bangalore, Tumkur, et Hassan, dans l'état de Karnataka. Elle a contribué à la création de la race Amrit Mahal.

## Morphologie
C'est une race de grande taille. Le mâle mesure en moyenne 1,9 mètre pour 450 kg et la femelle 1,7 pour 425 kg.
Elle porte une robe grise sombre.

## Aptitudes
Elle est élevée principalement pour sa force de travail.
Elle produit aussi un peu de lait, environ 500 kg par lactation de 280 jours.

## Sources